# Carica papaya

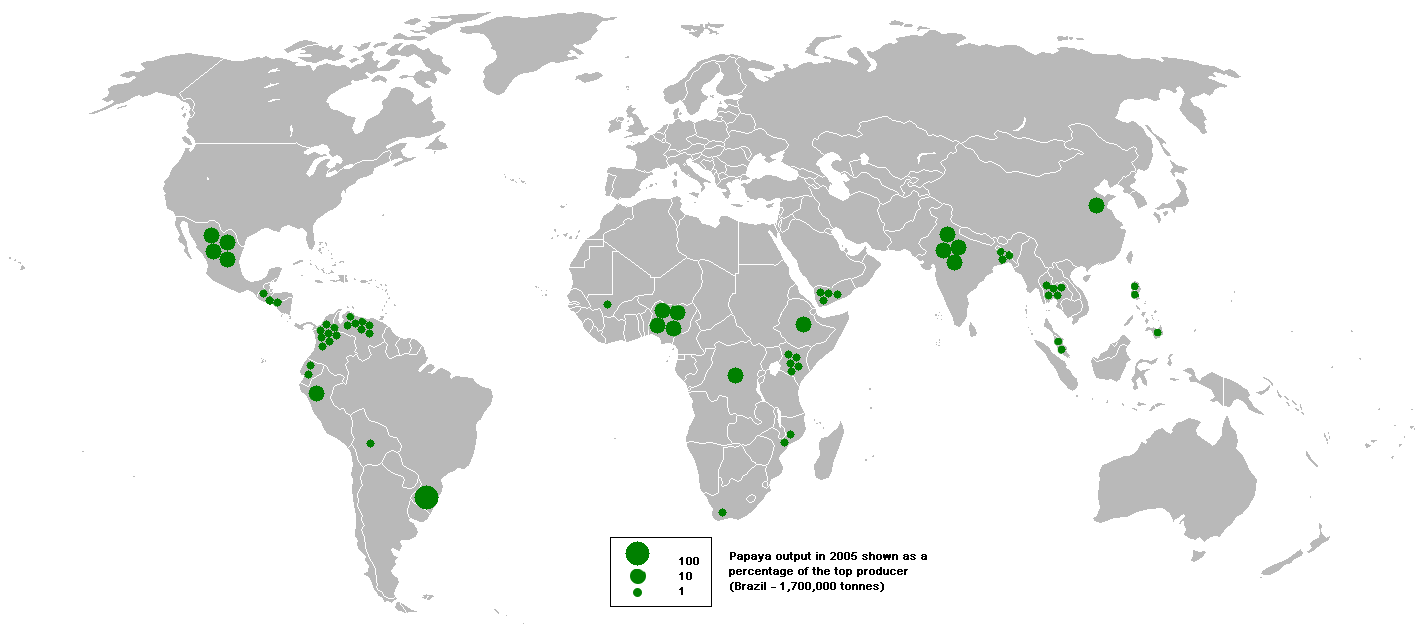
Produção mundial de papaia em 2005, mostrada como percentagem do maior produtor, Brasil (1,7 megatoneladas)

Carica papaya L. é uma espécie de fruteira tropical que produz os frutos conhecidos pelos nomes comerciais de papaia ou ababaia (de papaya, da língua caribe via espanhol), ou mamão. Carica papaya é, na actual circunscrição taxonómica do género Carica, a única espécie deste género monotípico, embora a família Caricaceae inclua várias espécies similares, algumas da quais produzindo frutos conhecidos pelos mesmos nomes comuns ou nomes similares. A espécie é nativa das regiões tropicais das Américas, provavelmente da região sul do México e regiões adjacentes da América Central. Terá sido inicialmente cultivada no sul do México[carece de fontes?] vários séculos antes da emergência das civilizações clássicas mesoamericanas.

## Descrição
C. papaya é uma grande planta arborescente, com um único caule central, frequentemente não ramificado ou apenas ramificado na região terminal, que cresce até aos 5 a 10 m de altura, com folhas arranjadas em espiral confinadas ao topo do tronco e região terminal dos eventuais ramos. A parte inferior do tronco apresenta cicatrizes foliares conspícuas marcando os pontos de inserção de folhas e frutos de anos anteriores. Em geral não ramifica, excepto se o caule principal tiver sido cortado.
A folhas são grandes, com 50 a 70 cm de diâmetro, profundamente palmatilobadas, com 7 lóbulos. De forma incomum para plantas daquela dimensão, os espécimes de C. papaya são dioicos.
As flores são similares em forma às flores de Plumeria, mas são menores e apresentam um aspecto ceroso e translúcido. As flores ocorrem nas axilas das folhas, maturando em frutos de grandes dimensões, com 15 a 45 cm de comprimento e 10 a 30 cm de diâmetro. O fruto é do tipo baga, inicialmente verde e rijo, mas amadurecendo para um fruto amarelo de polpa macia e alaranjada, por vezes com laivos âmbar o alaranjados na casca.
Carica papaya foi a primeira fruteira transgénica a ter o seu genoma integralmente sequenciado.
A espécie é nativa do sul do México, América Central e norte da América do Sul, estando naturalizada nas Caraíbas, Flórida e diversas regiões de África. A espécie é cultivada como fruteira no Brasil, Índia, Austrália, Malásia, Indonésia, Filipinas, Angola, Havai e muitas outras regiões dos trópicos e sub-trópicos.

### Fruto
Mamão, papaia ou ababaia é o fruto do mamoeiro ou papaeira, árvores da espécie Carica papaya. Em Angola utilizam-se os termos mamão ou mamoeiro para identificar as variedades com fruto mais arredondado, designado-se por papaia ou papaeira aquelas que produzem o fruto mais alongado e mais adocicado. São bagas ovaladas, com casca macia e amarela ou esverdeada. A sua polpa é de uma cor laranja forte, doce e macia. Há uma cavidade central preenchida com sementes negras e rugosas, envolvidas por um arilo transparente.
Os mamões são consumidos in natura, em saladas e sucos. Antes da maturação, a sua casca apresenta um látex leitoso que deve ser retirado antes do consumo. Este látex contém substâncias nocivas às mucosas, sendo usado, inclusive, culinariamente, como amaciante de carnes. Tem um alto teor de papaína, uma enzima proteolítica, que é usada em medicamentos para tratamento de distúrbios gastrointestinais e para reabsorção de hematomas.

## Cultivo
Originalmente do sul do México e países vizinhos, é actualmente cultivada na maioria dos países tropicais e nos Estados Unidos, onde foi introduzido primeiramente na Flórida, Havai, Porto Rico, e nas Ilhas Virgens.
O mamoeiro produz fruto o ano todo, porém, no Brasil, a safra geralmente ocorre nos meses de maio, junho, agosto e outubro.
Existem diversas variedades de mamão e as mais conhecidas no Brasil são: mamão papaia, mamão formosa (um pouco maior e geralmente usado para fazer doces), mamão-da-baía, mamão-macho e mamão-da-índia.

## Produção no Brasil

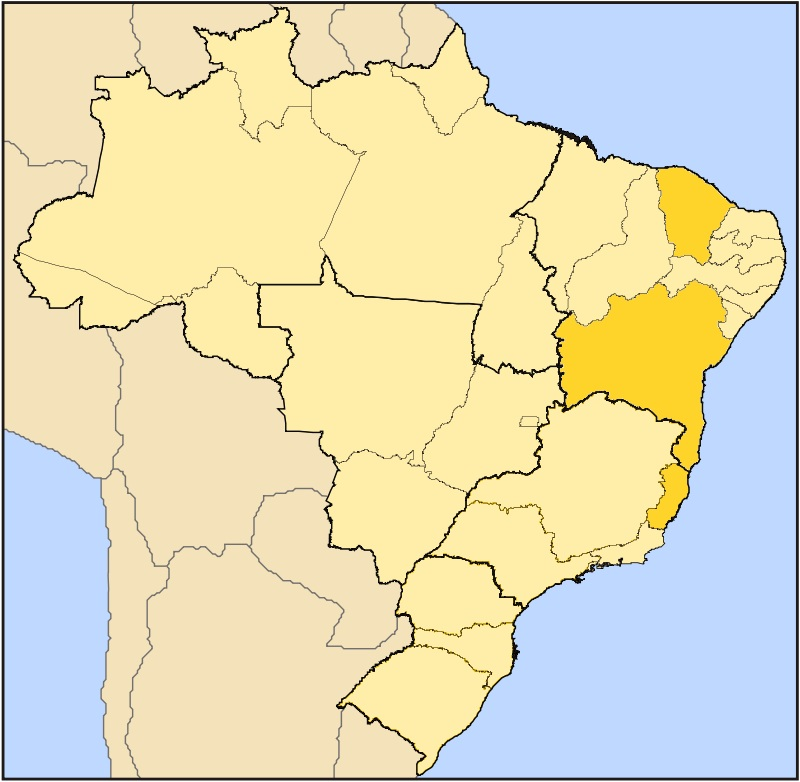
Principais estados produtores de mamão no Brasil em 2018, em amarelo escuro

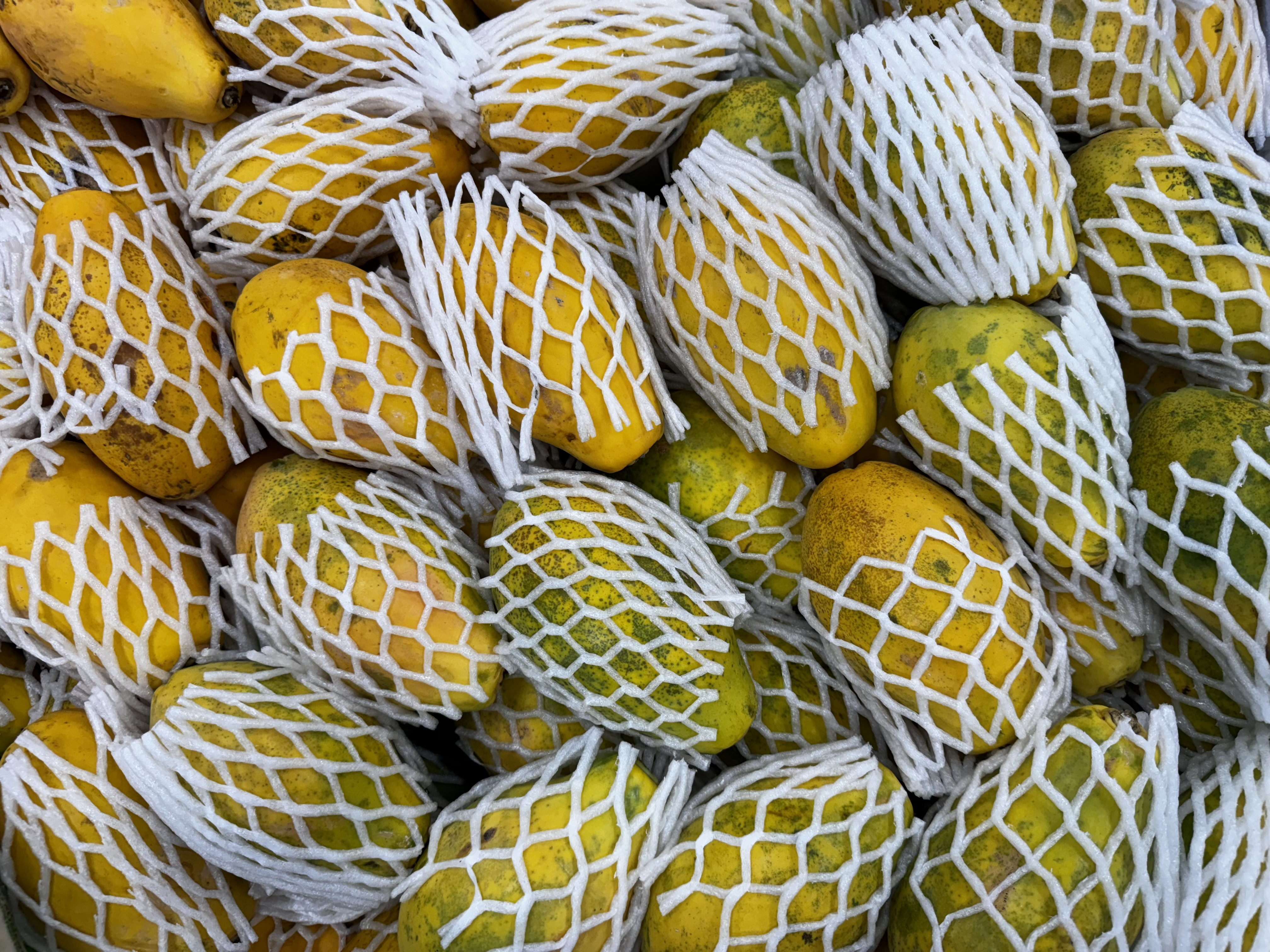
Mamões em mercado de Colatina, Espírito Santo.

Em 2018, o Brasil produziu 1,06 milhão de toneladas de mamão, sendo o 2º maior produtor do mundo. Os estados que mais produzem são: Espírito Santo (403 mil toneladas), Bahia (390 mil toneladas) e Ceará (118 mil toneladas). Em 2017, foram comercializadas 157.705,84 toneladas de mamão na CEAGESP, sendo 33,15% de mamão formosa e 66,85% de mamão havaí. Em 2015, o país exportou quase 40 mil toneladas, principalmente para a União Européia.
No entreposto da capital paulista, o mamão é o 4º produto mais comercializado, tendo como principais cidades produtoras: Pinheiros (16,5%), São Félix do Coribe (12,8%) e Baraúna (6,7%).

## Produção mundial
| País                                     | Produção em 2018 (toneladas anuais) |
| ---------------------------------------- | ----------------------------------- |
| Índia                                    | 5.989.000                           |
| Brasil                                   | 1.060.392                           |
| México                                   | 1.039.820                           |
| República Dominicana                     | 1.022.498                           |
| Indonésia                                | 887.591                             |
| Nigéria                                  | 833.038                             |
| República Democrática do Congo           | 213.769                             |
| Venezuela                                | 188.636                             |
| Colômbia                                 | 183.732                             |
| Cuba                                     | 176.630                             |
| Total mundial                            | 13.300.000                          |
| Fonte: Food and Agriculture Organization |                                     |

## Valor nutricional
O consumo do mamão é recomendado pelos nutricionistas por se constituir em um alimento rico em licopeno (média de 3,39 mg em 100 g), vitamina C e minerais importantes para o organismo. Quanto mais maduro, maior a concentração desses nutrientes.
Numa porção de 100 gramas do fruto estão contidas 43 calorias e uma quantidade significativa de vitamina C (75% da Dose Diária Recomendada, DDR) e uma quantidade moderada de folato (10% da DDR), para além de uma variedade de nutrientes embora em quantidades negligíveis (ver tabela).

## Aplicações farmacológicas
A Carica papaya Linn é uma planta conhecida e utilizada mundialmente tanto para alimentação quanto para tratamento de enfermidades, haja visto que possui tanto propriedades nutricionais quanto terapêuticas. No que se refere à alimentação, o fruto é a parte mais utilizada para o preparo de alimentos ou para o seu consumo in natura. Enquanto que para a abordagem terapêutica vários componentes do mamoeiro podem ser utilizados, como o caule, o látex, as flores, as sementes, a raiz e as folhas da árvore.  
Algumas aplicações terapêuticas populares se referem ao tratamento de enfermidades como doenças gastrointestinais, a exemplo da úlcera, por meio da ingestão do suco de frutas, que contém papaína, uma protease digestiva; feridas, com o uso do cataplasma de folhas frescas; reumatismo, através da ingestão da raiz fresca com álcool de cana ou da massagem com esse extrato para aliviar os sintomas dessa doença; tosse, bronquite, asma e resfriados, por intermédio da decocção de flores, ingerida por via oral; asma e diabetes, por meio da ingestão de algumas gotas do látex fervido em água, além de ser usado como vermífugo, utilizando-se as sementes secas e moídas na forma de chá, pelo fato das sementes possuírem benzil isotiocianato, um composto bactericida e fungicida.
Algumas dessas aplicações possuem eficácia científica comprovada, enquanto outras ainda não. Contudo, sua utilização continua sendo amplamente empregada para tratar diversas doenças por distintas populações ao redor do mundo, especialmente por comunidades tradicionais presentes, sobretudo, em países em desenvolvimento.
Extrato da folha de Carica papaya
A folha da Carica papaya, por exemplo, é uma das partes dessa planta que possui aplicabilidade terapêutica cientificamente comprovada por possuir propriedades medicinais como atividade antibacteriana, antiviral, antitumoral, hipoglicêmica e anti-inflamatória, devido à presença de substâncias químicas como alcaloides, saponinas, taninos, flavonoides e glicosídeos, sugeridas por investigação fitoquímica.
Fruto da Carica papaya
O fruto do mamoeiro, o mamão é rico em aminoácidos, proteínas, carboidratos, fibras, vitamina C e outros nutrientes. Além disso, ele produz o chamado “látex branco”, que contém uma enzima proteolítica, a papaína. A papaína apresenta um papel importante na patofisiologia de diversas doenças, desenvolvimento de medicamentos e usos industriais, como, por exemplo, amaciantes de carne e preparações farmacêuticas. Essa enzima é uma protease composta de 212 resíduos de aminoácidos, tendo sua atividade ótima em um pH de 6 a 7, sendo uma única cadeia polipeptídica com três pontes dissulfeto e um grupo sulfidrila, responsáveis pela sua atividade catalítica.
Aplicações nutricionais  
O fruto da árvore, o mamão, possui três principais aplicabilidades no contexto alimentício: suplemento nutricional, aperitivo e lanche. Ele é considerado um suplemento nutricional por vez que possui moléculas importantes para a manutenção homeostática do organismo, como antioxidantes, vitaminas B, ácido fólico, ácido pantotênico, potássio, magnésio e fibras. A vitaminas B, por exemplo, em sua grande variedade, são relacionadas ao funcionamento de diversas funções fundamentais para a vida como a função cerebral, produção energética, síntese e reparo de DNA e RNA, reações de metilação e síntese de diversos neurotransmissores e moléculas sinalizadoras. No contexto de aperitivo, duas principais moléculas estão relacionadas a ativação do paladar: o linalol e o benzaldeído. O linalol está comumente relacionado a um sabor floral-adocicado nos alimentos, enquanto o benzaldeído, após uma série de transformações, gera álcool benzílico, sendo esses produtos do benzaldeído associados a uma gama de sabores no mamão.  
Além disso, a produção de nutracêuticos é uma área relevante no uso das folhas de mamoeiro. Os nutracêuticos são produtos farmacêuticos, suplementos nutricionais, que contém em sua composição compostos bioativos extraídos dos alimentos. Eles vêm sendo relacionados ao controle de diversas desordens metabólicas, como obesidade, doenças cardiovasculares, câncer, osteoporose, artrite, diabetes e outros. Esses produtos são manufaturados principalmente na Ásia, especialmente na Índia, em forma de comprimidos contendo o extrato das folhas de mamoeiro, por exemplo.
Aplicações cosméticas  
Na área cosmética, as sementes e folhas de mamão são substratos para a produção de tinta de cabelo e máscaras faciais, respectivamente. As sementes do vegetal, que contém alcaloides, flavonoides e saponinas, por exemplo, foram avaliadas dentro de uma formulação de tinta de cabelo quanto a homogeneidade, consistência, segurança e efetividade, demonstrando resultados positivos.
Aplicações em medicamentos
Diversos estudos vêm sendo conduzidos para a produção de produtos farmacêuticos que atuem em diferentes vias de administração, incluindo as vias oral, tópica e transdermal. Para a via oral, os produtos vêm sendo preparados, além de no formato encapsulado, no formato de sistema de entrega lipossomal e nanoemulssão. No contexto do uso tópico, por sua vez, diversas estratégias de formulação são adotadas: creme, loção, antisséptico, pomada e emulgel.
O extrato da folha do mamão (em inglês, Papaya Leaf Extract, PLE) é capaz de interagir com uma ampla variedade de alvos moleculares, o que explica sua ação terapêutica contra várias doenças. O potencial antibacteriano das folhas de mamoeiro, por exemplo, é proveniente da presença de compostos fenólicos. Esses compostos reagem com proteínas formando moléculas solúveis em água que danificam a membrana celular bacteriana. Dentre os compostos fenólicos, a classe dos flavonoides tem forte associação com capacidade antiviral, antimicrobiana e antiespasmódica.  
Outro exemplo é sua utilização como um anticancerígeno, que se deve à supressão da atividade de uma enzima denominada DNA topoisomerase I/II, à alteração das vias de sinalização, à regulação negativa da expressão gênica de Bcl-2 e Bcl-XL, à regulação positiva da expressão gênica de Bax, Bak, caspase 3 clivada e ao aumento da expressão de P53. O tratamento com PLE aumentou a produção de óxido nítrico (NO), receptor coestimulatório (CD80), fator de necrose tumoral-alfa (TNF-α), diversas interleucinas como IL-12p40, IL-6 e IL-12p70 e também de IFN-γ, além de diminuir a secreção de IL- 2, IL-4. Além disso, PLE modula a secreção de citocinas pró-inflamatórias como IL-1β, IL-6, IL-1α, IL-8 e quimiocinas como CCL7, CCL2, CCL8.  
No tratamento da dengue, o uso de PLE é relatado como benéfico em pacientes, atuando através da ativação da expressão do gene ALOX 12 e PTAFR, aumentando a produção de megacariócitos e sua conversão em hemácias.  Ademais, a folha liofilizada de Carica papaya modula a produção de citocinas inflamatórias CCL6/MRP-1, CCL17/TARC, CCL12/MCP-5, CCL8/MCP-2, IL1RN/IL1Ra, IL1R1, PF4/CXCL4 e NAMPT/PBEF1 nos camundongos infectados experimentalmente pelo vírus da dengue AG129.  
Ademais é o PLE também vem sendo relacionado com o tratamento de diabetes. Embora ainda esteja sendo estudado quanto a essa aplicação, tem demonstrado aumentar a expressão de GLUT 4, um tipo de transportador de glicose intracelular, nas células musculares esqueléticas de ratos diabéticos, aumentando o fluxo de glicose para dentro delas, além de regular células β presentes nas Ilhotas de Langerhans, no pâncreas, para a liberação de insulina.
Papaína
A papaína é uma das principais enzimas encontradas no látex da fruta verde do Carica papaya e recebe uma atenção considerável devido à sua ampla distribuição e seu importante papel na manutenção de processos biológicos de plantas, tais como a ação contra insetos, além de patologias envolvendo cisteíno-peptidases de mamíferos. Em razão de suas características, a papaína tem aplicação em diversas indústrias, na medicina, na odontologia e como ferramenta de pesquisa.
Na indústria cosmética, a papaína é um potente ingrediente ativo adicionado às preparações esfoliantes, devido à sua capacidade de hidrolisar ligações peptídicas de colágeno e queratina no estrato córneo da pele, removendo, assim, os debris celulares da epiderme. A aplicação da papaína foi  já está sendo utilizada para “peeling”, além do uso associado a alfa-hidroxiácidos e ao ácido acetilsalicílico no tratamento de rugas, flacidez e ressecamento da pele. No mercado existem produtos contendo papaína combinada com outras substâncias, tais como ureia e clorofila. Essa preparação está sendo comercializada com o nome de Panafil®. Além dessa, há a Accuzime®, adicionada de papaína e uréia, e o produto italiano NouriFusion®, contendo papaína e as vitaminas A, C e E.
Na odontologia, a papaína está sendo incorporada à formulação gel para remoção química da cárie, principalmente para aplicação na odontopediatria. No comércio existe o produto Papacárie®, que promove a remoção do tecido cariado e infectado, preservando, ao máximo, os tecidos sadios adjacentes do dente, sem ocasionar qualquer dano aos tecidos da boca. Outra utilização da enzima é na remoção do tártaro, pelo amolecimento do mesmo e diminuindo, assim, o desconforto do procedimento.
A indústria farmacêutica tem explorado as propriedades proteolíticas da papaína, principalmente em medicamentos de usos oral e tópico. Os medicamentos de uso oral contendo papaína são comercializados como digestivos, auxiliando na degradação das proteínas da dieta, como o Filogaster®, contendo pancreatina, diástase e papaína. Tem sido estudado, ainda, o uso oral dessa enzima na prevenção de aderências intra-abdominais pós-operatórias, por se tratar de um agente fibrinolítico, no tratamento da mucosite, como anti-inflamatório, no tratamento de infecções de vísceras, atuando como promotor de absorção de antibióticos.
De modo geral, a maior parte das aplicações clínicas da papaína de uso tópico objetiva o desbridamento de feridas e de queimaduras, de modo a acelerar o processo de cicatrização dessas lesões.

## Galeria

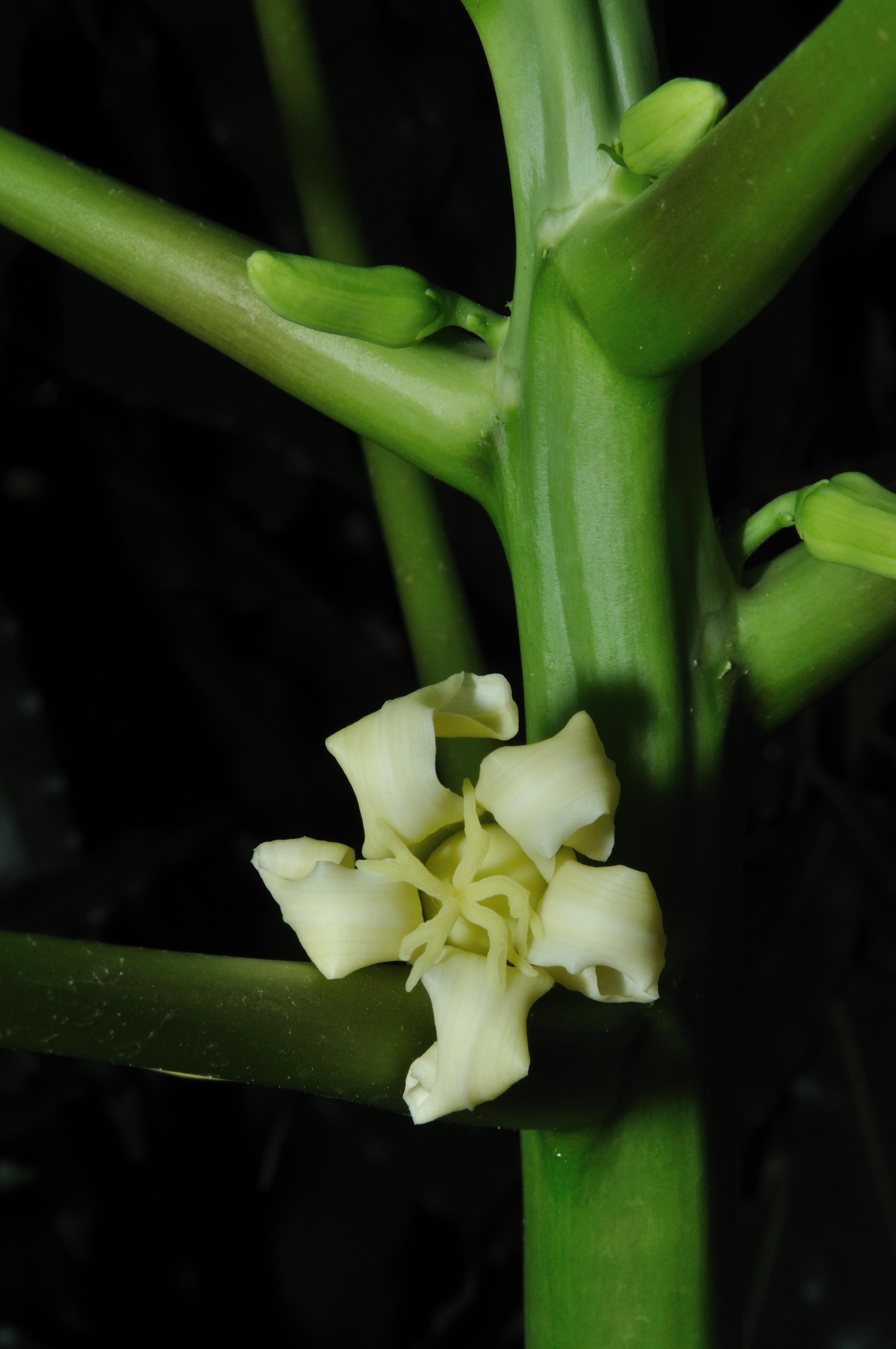
Flores de mamoeiro fêmea.
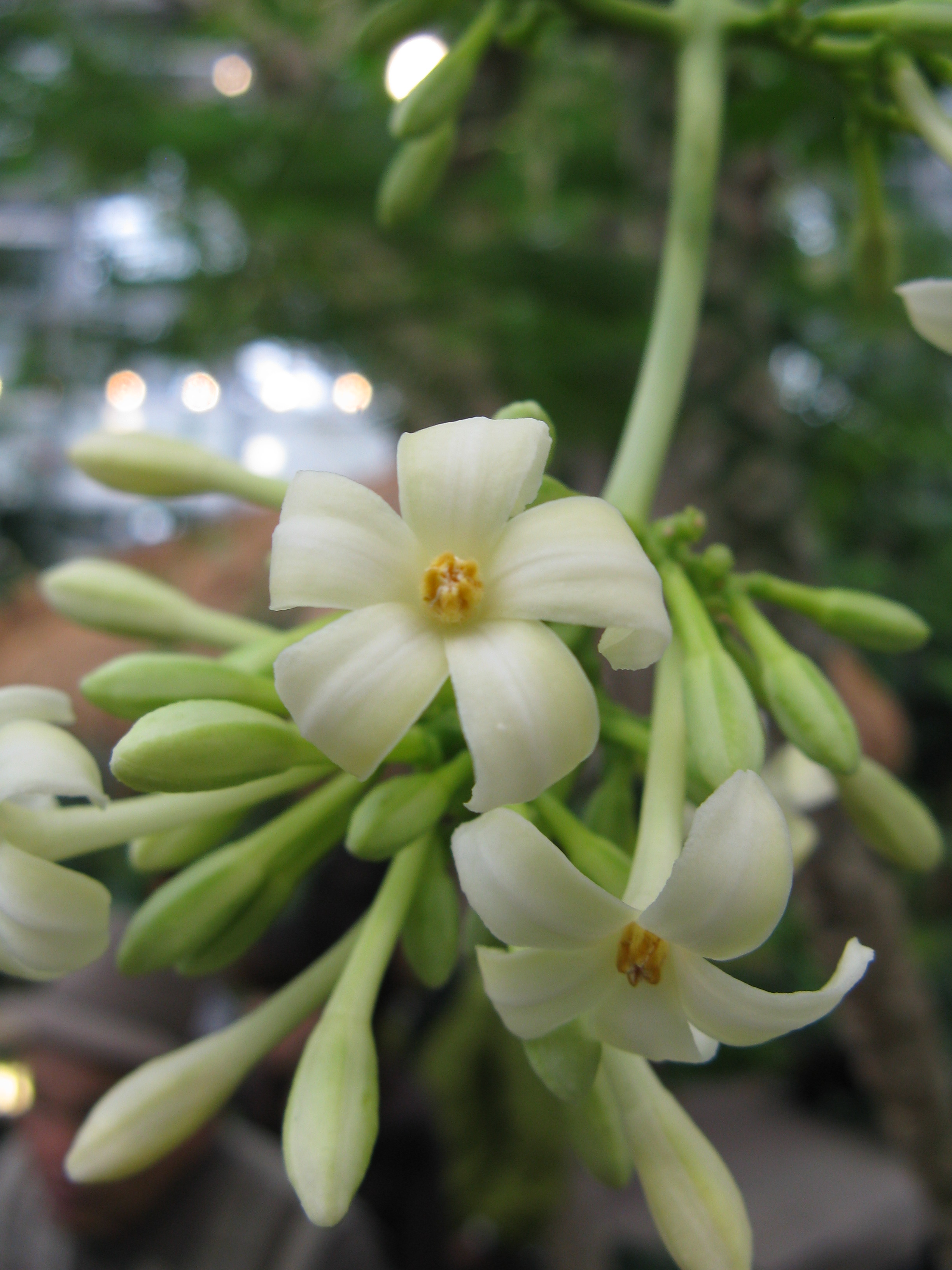
Flores de mamoeiro macho.
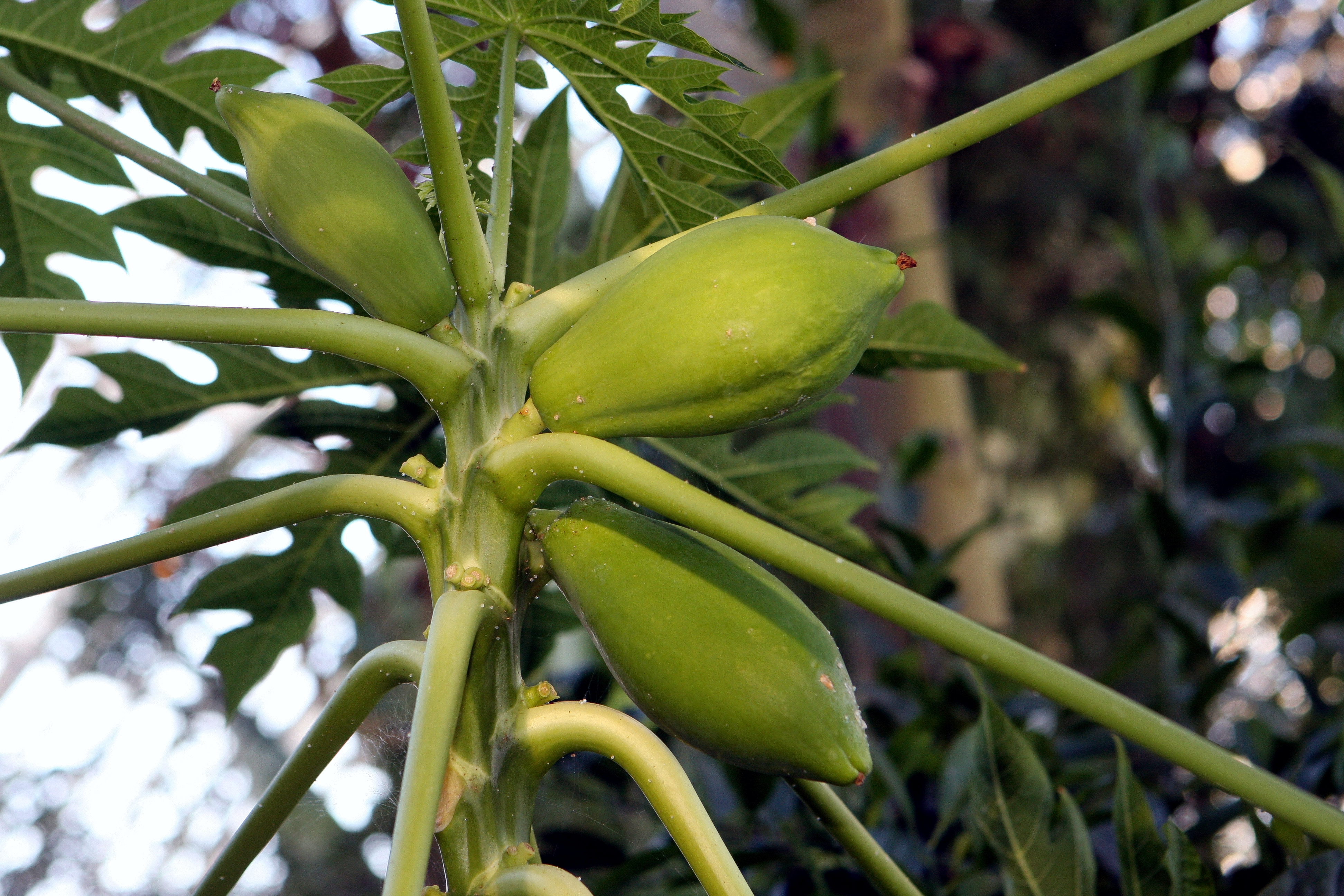
Mamoeiro com suas folhas e copa.
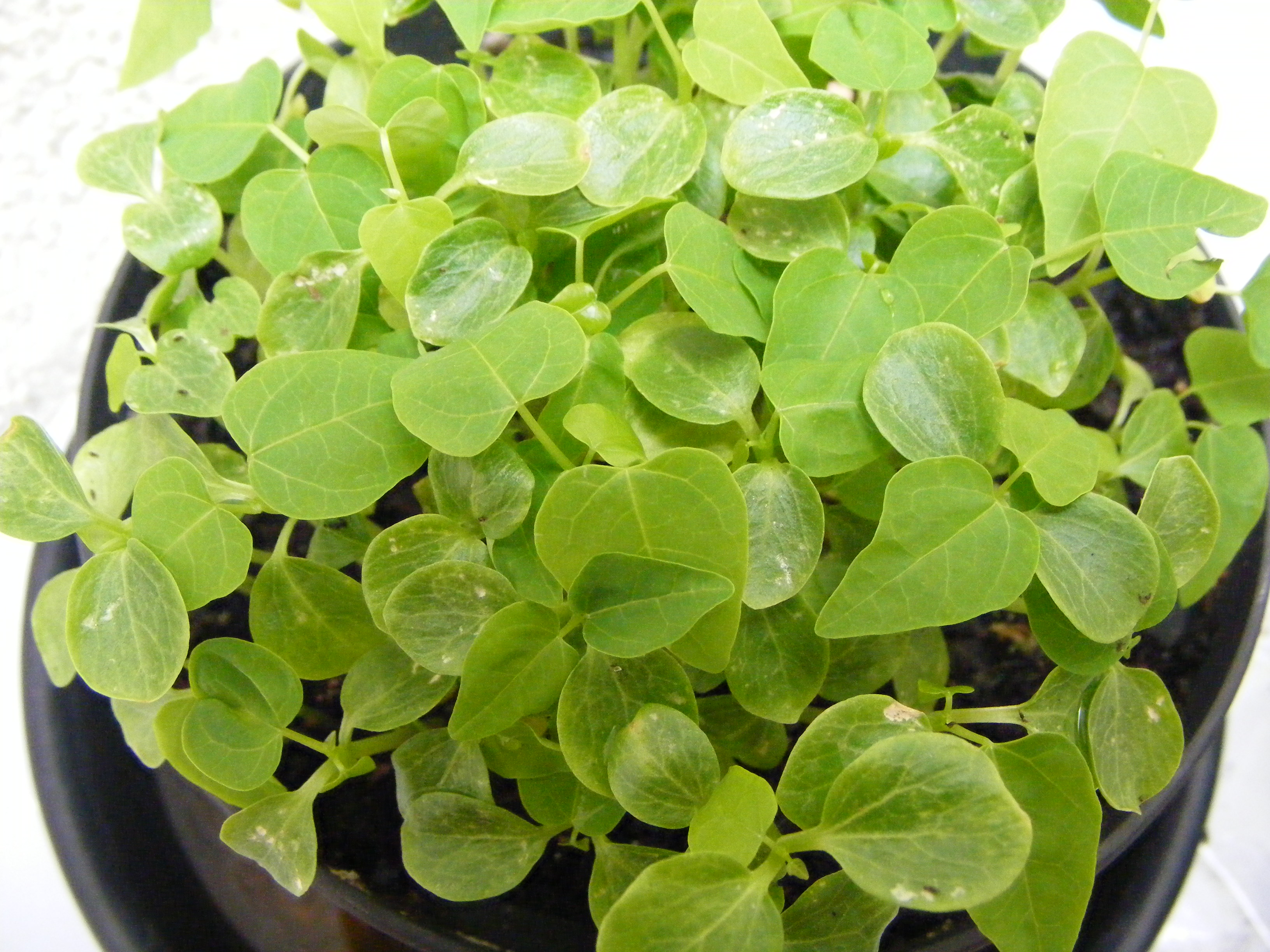
Planta juvenil.
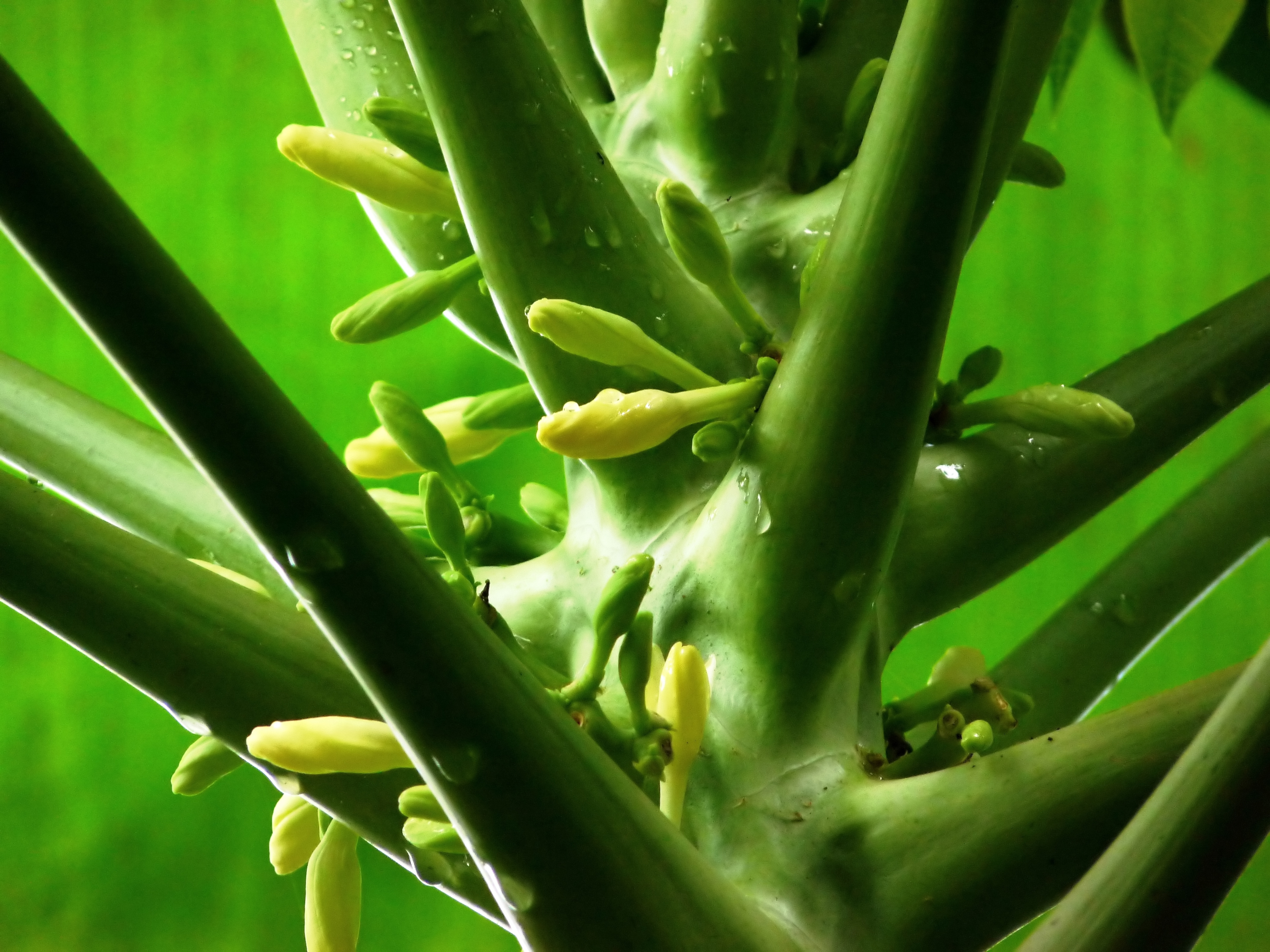
Botões florais.
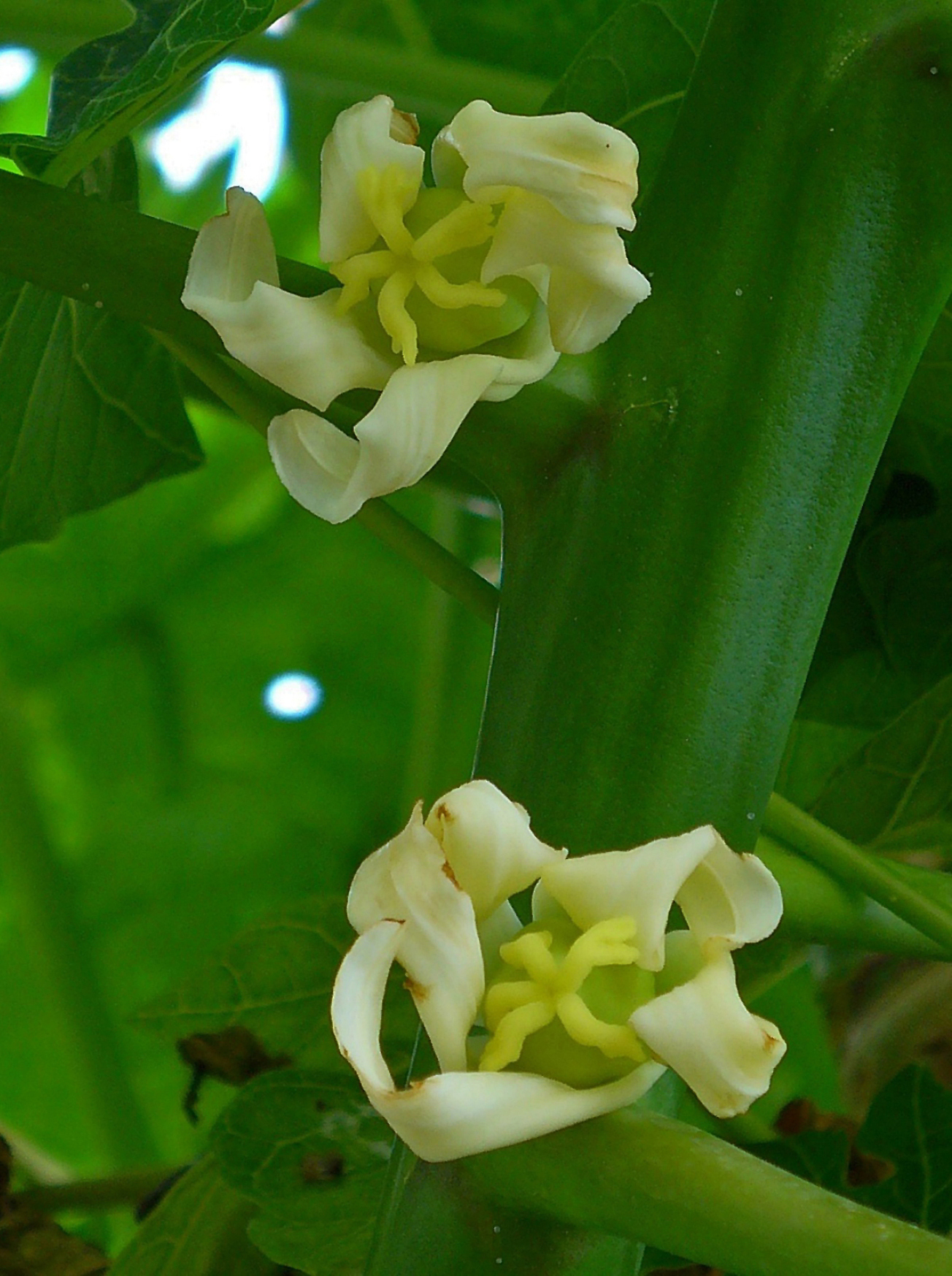
Flores femininas.
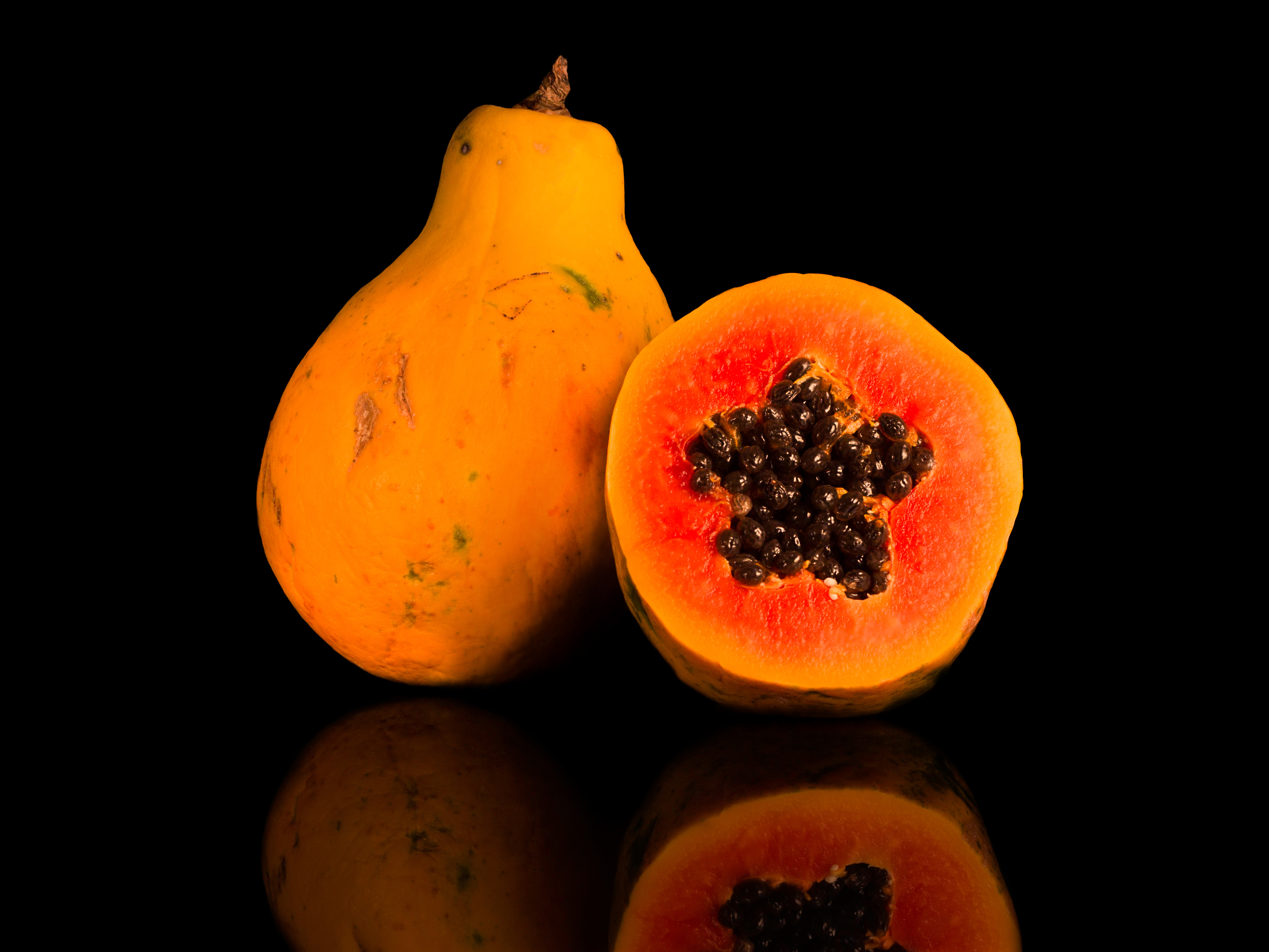
Fruto maduro.
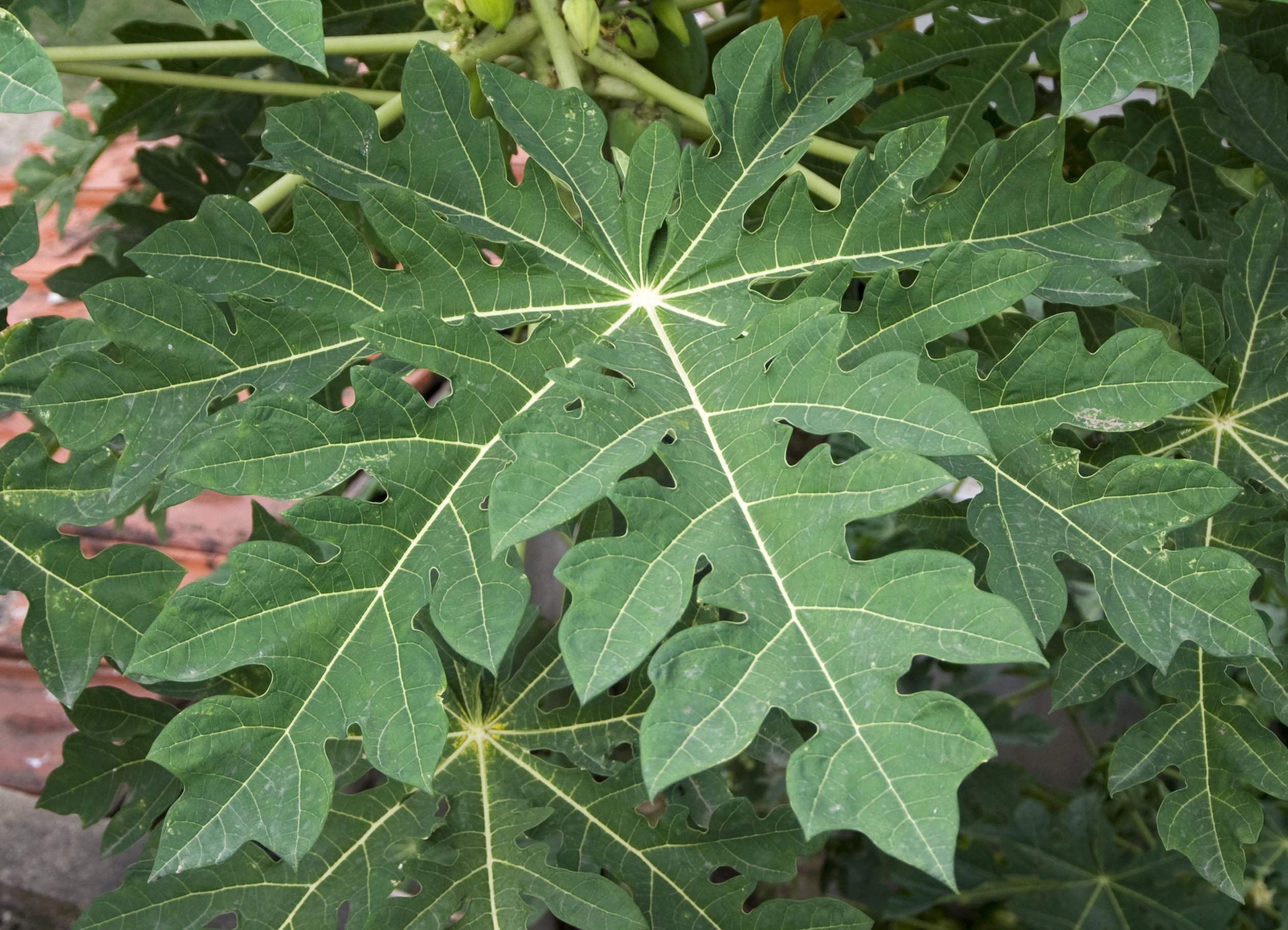
Folhas.
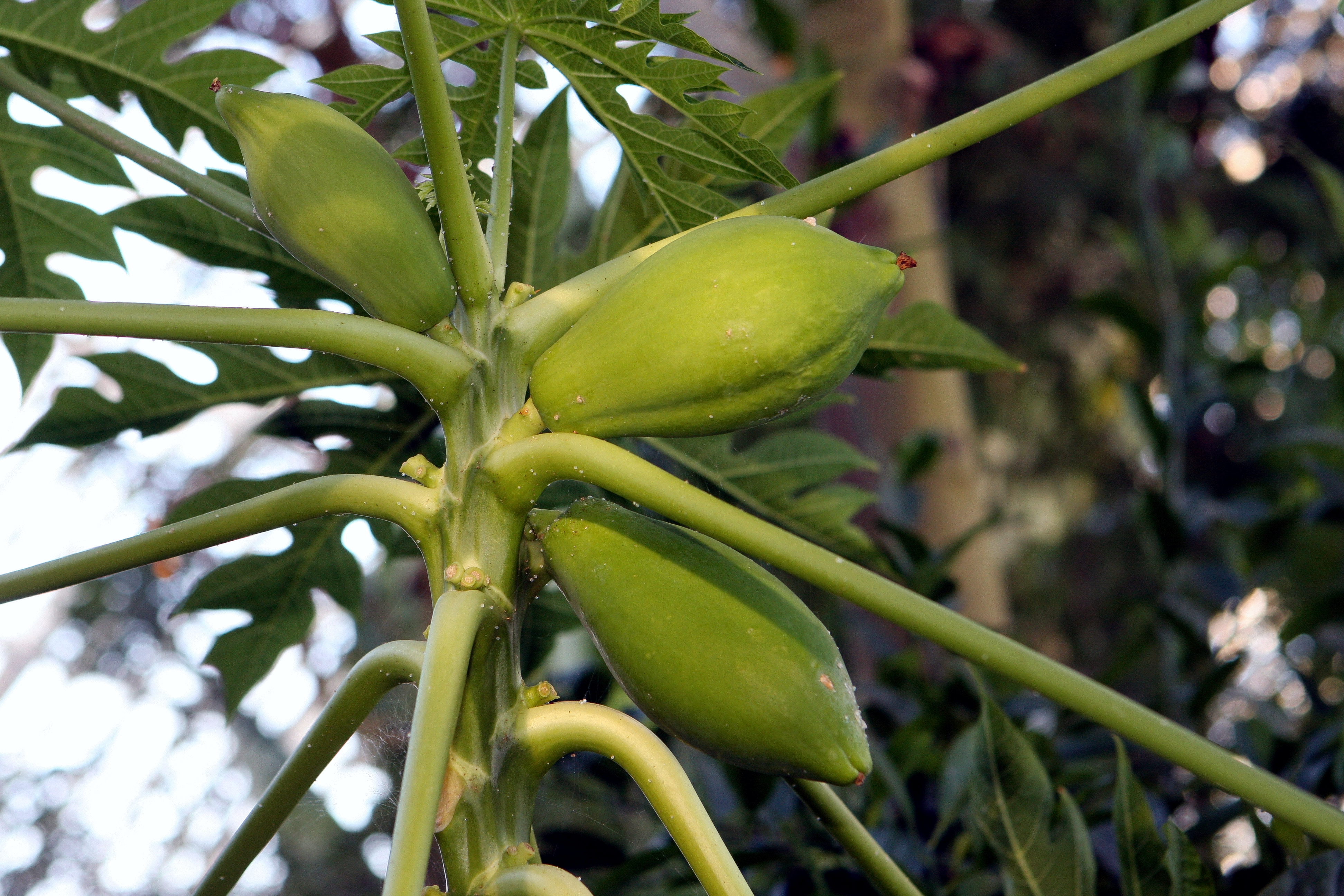
Fruto imaturo.
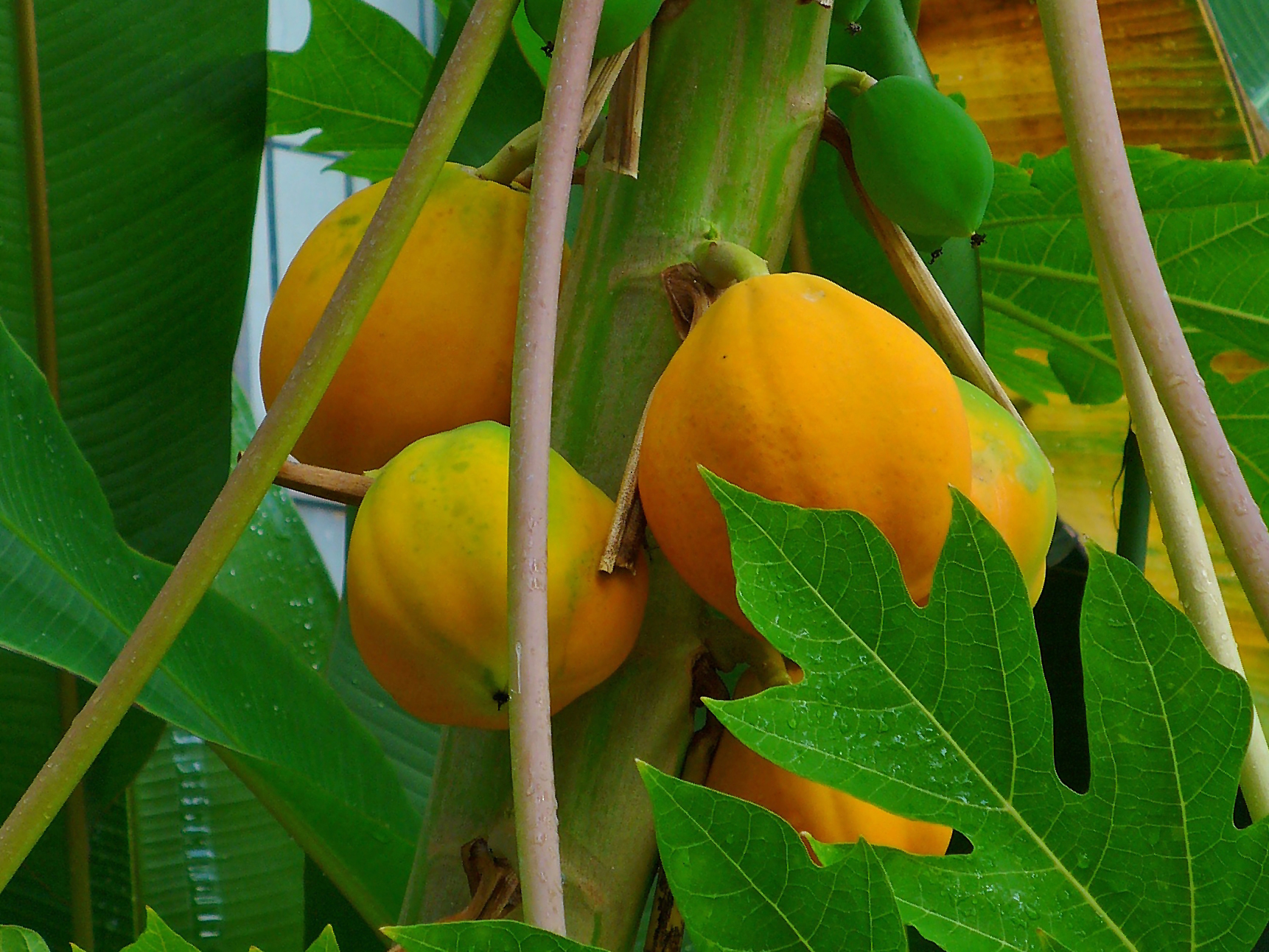
Fruto maduro.